# Feigenblattsauger
Der Feigenblattsauger (Homotoma ficus) ist eine Insektenart, die zur Gattung Homotoma und zur Familie der Homotomidae gehört. Erstmals beschrieben wurde er 1758 von Carl von Linné. Im Katalog des Lebens sind keine Unterarten aufgeführt.
Der Feigenblattsauger ist als fertiges Insekt zwei bis drei Millimeter groß. Die Nymphen erscheinen ab April auf der Blattunterseite von Feigenblättern, meist direkt an der Mittelrippe oder an größeren Rippen des Blattes. Nach vier bis sechs Wochen haben sich die Nymphen zu fertigen Insekten (Imagines) entwickelt. Bei geringem bis mäßigem Befall tritt kaum eine Schädigung des Feigenbaums ein. Bei starkem Befall entsteht auf der Blattoberseite ein klebriger Belag, der gerne von Rußtaupilzen besiedelt wird, was die Photosynthese des Blattes hemmt. Zudem werden bei starkem Befall die Früchte befallen. Das mehrmalige Abspritzen des Baumes mit Wasser, das mit einem Schlauch möglichst von unten erfolgen sollte, vermindert den Befall. Bei stärkerem Befall helfen systemische Insektizide. Es entwickelt sich pro Jahr nicht mehr als eine Generation, so dass der Befall ab Juni von alleine aufhört. Die Überwinterung erfolgt durch hellgelbe Eier, die im Baum abgelegt werden.
Der Feigenblattsauger ist in den Ländern rund um das Mittelmeer sowie in Deutschland, Österreich, der Schweiz, Großbritannien, Russland, der Ukraine, im Kaukasus, im Iran sowie in den USA verbreitet. Seit den 1980er Jahren wurde der
Feigenblattsauger in Österreich und der Schweiz festgestellt und seit 2014 in Nordfrankreich und in Südwestdeutschland.